# 田中千惠美
田中千惠美（日语：／ Tanaka Chiemi，1994年10月6日—），日本女性声優。出身於靜岡縣。身高154公分。O型血。

## 人物簡介
2015年畢業於Sigma Seven聲優培訓學校後，曾所屬Sigma Seven e，2021年變更為Stay Luck所屬。
興趣：桑拿。特長：唱歌。
很喜歡自己的家鄉靜岡縣，在部落格中也經常談及關於家鄉的事情。喜歡的食物是炭烤餐廳Sawayaka的漢堡排。
暱稱，由《櫻花任務》共演的同事安濟知佳命名。

## 演出作品
※粗體字表示說明飾演的主要角色。

### 電視動畫
2015年
- PEANUTS 史奴比 -短篇動畫-（莎莉·布朗）

2016年
- 三者三葉（辻小芽）
- 熱情傳奇（侍女）

2017年
- 櫻花任務（織部凛凛子[8]）
- 奇諾之旅 -the Beautiful World- the Animated Series（小孩）

2019年
- 魔法禁書目錄III（少年）
- 高分少女II（使用人A）

2020年
- Love Live! 虹咲學園學園偶像同好會（天王寺璃奈[9]）
- 戰翼的希格德莉法（小孩）
- 成神之日（工作人員）

2021年
- WIXOSS DIVA(A)LIVE（瞳）
- 死神少爺與黑女僕（女僕B）
- BLUE REFLECTION：澪（女高中生）
- 星光魔法（蜜瓜麵包）

2022年
- 夢夢貓 Mix！（小孩B）
- Love Live! 虹咲學園學園偶像同好會第二季（天王寺璃奈）
- 小鳥之翼（向井惠子）
- Extreme Hearts（友永美晴）
- 4個人各自有著自己的秘密（立花[10]）
- 戀愛Flops（女學生）

2023年
- 虹咲四格 動畫版（天王寺璃奈[11]）

2024年
- 虹咲四格 動畫版 2（天王寺璃奈[12]）
- 這個世界漏洞百出（佳奈[13]）

### OVA
2016年
- 三者三葉（辻小芽）[注 1]

2023年
- Love Live! 虹咲學園學園偶像同好會 NEXT SKY（天王寺璃奈[14]）

### 劇場動畫
2024年
- Love Live! 虹咲學園學園偶像同好會 完結篇 第1章（天王寺璃奈[15]）

2025年
- Love Live! 虹咲學園學園偶像同好會 完結篇 第2章（天王寺璃奈[16]）

### 遊戲
2015年
- 競速女孩。（六連星純星、來栖艾莉）

2017年
- 永遠的7日之都（米菈、穆婭）
- 問答RPG 魔法使與黑貓維茲（萊斯莉&達茲莉）
- 天華百劍 -斬-（笑面青江）
- 魔物娘☆後宮（日语：モン娘☆は〜れむ）（菲）

2019年
- 永遠的七日（米拉、姆亞）
- Love Live! 學園偶像祭 ALL STARS（天王寺璃奈[17]）
- Action對魔忍（御堂遙）

2020年
- 魔法紀錄 魔法少女小圓外傳（柚希理音[18]）

### 廣播節目
※記號表示說明網路廣播。
- 迷你獨立國RADIO（2017年，間野山觀光協會 （页面存档备份，存于））※
- LoveLive！虹咲學園 ～午休廣播室～（2018年，HiBiKi Radio Station（日语：HiBiKi Radio Station））※[19]
- 田中千惠美、近藤玲奈的KYOME電台♫（2018年－2019年，關西電台、niconico動畫anitama.com頻道（日语：アニたまどっとコム）※）

### 電視節目
※記號表示說明網路節目。
- 間野山觀光協會作戰報告會議（2017年，Niconico直播）※[20]
- 吉田有里與田中千惠美的“我看著你就好像是朋友一樣” （2020年－播放中，niconico直播）※
- 田中千惠美的「輕食千惠美俱樂部」（2020年－播放中，niconico直播）※[21]

### 外語配音

#### 電影
- 保姆夜瘋狂（Katy Cooper）

#### 動畫
- 捕捉！奇妙萌可（朝鲜语：캐치! 티니핑）（乐美[22]）

### 旁白
- WARA CHAO！（日语：ワラッチャオ!）（NHK BS Premium）

### 舞台
- ☆SUITEVE STORY'S ～飛鳥鳥～（2019年11月15日－11月16日，新宿村LIVE）－飾演 紫式部[23]

## 音樂作品
虹學園學園偶像的活動請參照「虹學園學園偶像同好會」。

### 角色歌曲
| 發行日期 | 標題                | 名義                                                                   | 曲名                             | 備註                           |
| 2017年   | 2017年              | 2017年                                                                 | 2017年                           | 2017年                         |
| -------- | ------------------- | ---------------------------------------------------------------------- | -------------------------------- | ------------------------------ |
| 10月4日  | SAKURA QUEST "BEST" | 織部凛凜子（田中千惠美）                                               | 「龍」 「瑞池祭「龍」演劇 -急-」 | 電視動畫《櫻花任務》劇中插入歌 |
| 2020年   |                     |                                                                        |                                  |                                |
| 4月29日  | 百華繚亂 貳         | 笑面青江（田中千惠美）、博多藤四郎（小日向茜）、紅葉狩兼光（花井美春） | 「」                             | 遊戲《天華百劍 -斬-》相關歌曲  |

## 腳註

## 外部連結
- 經紀公司官方網站介紹頁 （页面存档备份，存于） （日語）
- （日語）－田中千惠美的官方個人部落格（2017年4月7日啟用）。
- 田中千惠美的X（前Twitter） （日語）